# 南蘇厄德鎮區 (堪薩斯州斯塔福德縣)
南蘇厄德鎮區（英語：South Seward Township）為美國堪薩斯州斯塔福德縣轄下的鎮區。2010年美国人口普查中此鎮區人口有46人。

## 地理
南蘇厄德鎮區涵蓋總面積為93.2平方（35.97平方英里），其中陸地面積為93.1平方（35.94平方英里），水域面積為0.078平方（0.03平方英里）或0.08%。

## 人口統計
根據2010年美國人口普查，南蘇厄德鎮區人口有46人，其中男性有24人，女性有22人，人口密度為每平方公里0.49人，住房計32戶。鎮區內的白人有45人，非裔美國人有0人，美洲原住民有0人，亞裔美國人有0人，太平洋島裔美國人有1人，其他種族有0人，混血種族則有0人。此外鎮區內有4人為西班牙裔或拉丁裔美國人。此鎮區之年齡中位數為45.8歲，而男性年齡中位數為47.5歲，女性年齡中位數為45.0歲。

## 交通

### 主要公路
- 281號美國國道
- 19號堪薩斯州州道